# Société d'histoire et d'études régionales de Basse-Lusace
La Société d'histoire et d'études régionales de Basse-Lusace (Niederlausitzer Gesellschaft für Geschichte und Landeskunde e.V.) est une société savante dont le siège est à Cottbus, en Allemagne. Elle est présidée par l'archéologue Jens Lipsdorf.

## Histoire
Sous l'impulsion de Rudolf Virchow, la Société berlinoise d'anthropologie, d'ethnologie et de préhistoire a été fondée le 3 juin 1884 à Calau, la Société de Basse-Lusace pour l'anthropologie et la préhistoire, dans la tradition de laquelle se situe la société actuelle.
Le 8 juin 2024, la société a fêté son 140e anniversaire à Cottbus Elle a été qualifiée en 2021 par l'anthropologue culturel Nils Seethaler de « sœur cadette » de la Société berlinoise d'anthropologie, d'ethnologie et de préhistoire.

## Objectifs
L'association à but non lucratif s'est donné pour mission d'étudier l'histoire et la géographie de la Basse-Lusace et de les faire connaître au public, ce qu'elle fait dans la série de publications Niederlausitzer Studien. Deux congrès (assemblées générales) ont lieu chaque année, l'un au printemps, généralement à Cottbus, et l'autre en automne, dans des lieux différents de la Basse-Lusace.